# Pont de Tjörn
Le pont de Tjörn (en Suédois:Tjörnbron) est situé sur le territoire de la commune de Stenungsund, entre les îles de Källön et Almön et permet de rallier le continent à l'île de Tjörn, dans le Bohuslän (Comté de Västra Götaland), en Suède.
Il remplace l'Almöbron, construit en 1960 qui a été le théâtre d'une catastrophe le 18 janvier 1980, lorsque le Star Clipper, un navire norvégien, le  heurta et le détruisit intégralement, en pleine nuit. Huit personnes sont décédées, tombées dans la mer avec leurs véhicules.

## Descriptif général du pont de Tjörn

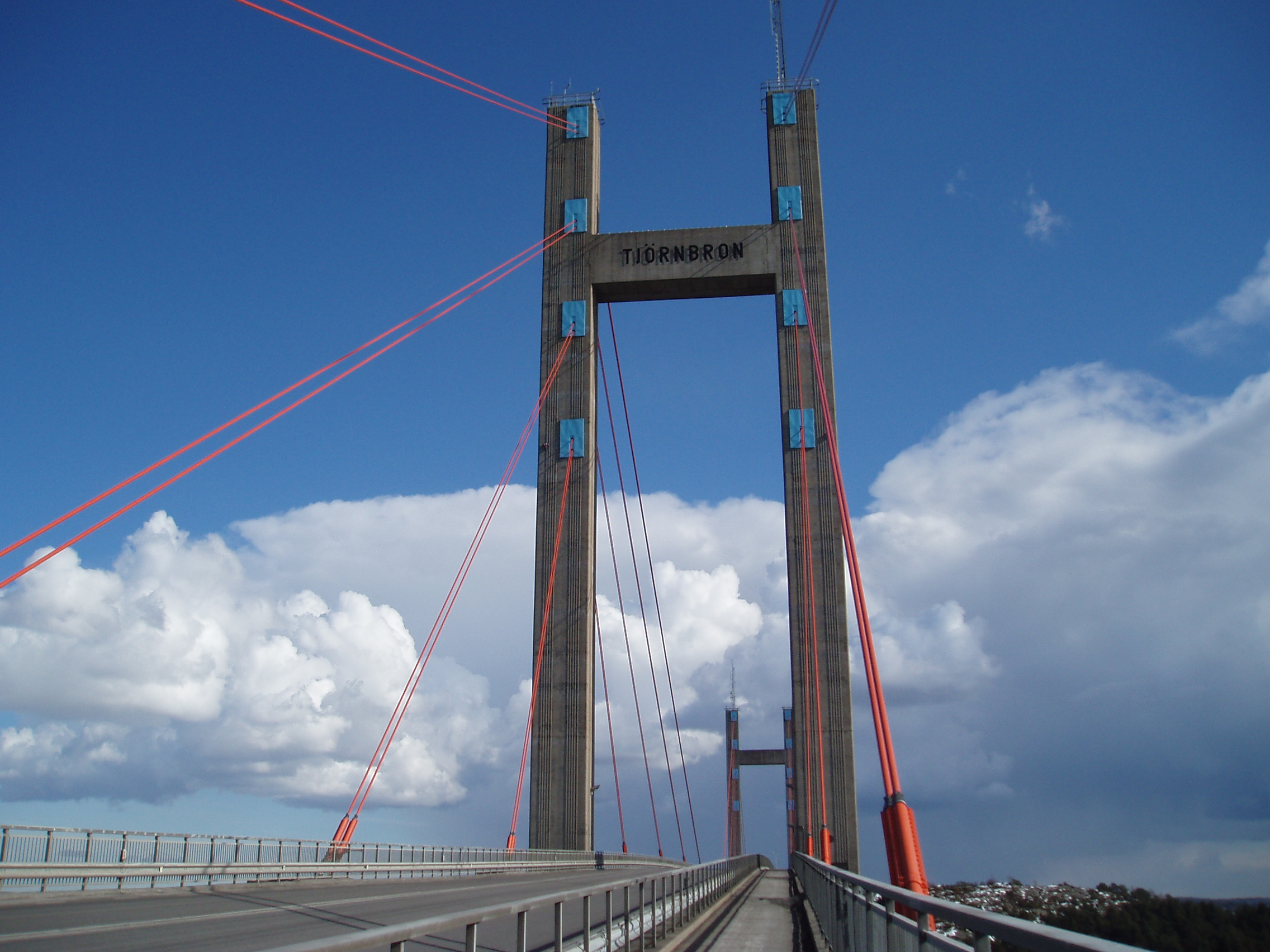
Tjörnbron

L'ouvrage est un pont à haubans de 386 m de portée avec pylônes en béton armé et tablier en acier, il se situe sur la länsväg 160 et permet la liaison, avec le Källösundsbron et le Stenungsöbron de l'île de Tjörn avec le continent. La phase d'essais du pont s'est déroulée le 3 novembre 1981 avec 24 camions de 22 tonnes, puis il a été inauguré le 9 novembre 1981 après de 17 mois de construction.

## Le pont d’Almö et la catastrophe de 1980
Son prédécesseur, le pont d’Almö (en suédois:Almöbron) était un pont en arc en acier de 278 m de portée construit par les firmes Krupp et Skånska Cementgjuteriet et fut inauguré le 15 juin 1960. Le 18 janvier 1980 à 1 h 30 du matin, le Star Clipper entra en collision avec le pont et causa son effondrement, les appareils radios et appareillages électriques du navire norvégien furent détruits lors de la chute de l'arche du pont. L’équipage tenta néanmoins de joindre la radio côtière pour faire bloquer les accès au pont mais ne furent pas tout de suite pris au sérieux si bien que les secours mirent 40 minutes avant d'intervenir et que les accès ne furent totalement bloqués qu’une heure plus tard.
Ainsi la collision elle-même ne causa aucun décès mais les conditions de visibilité étaient telles (en pleine nuit et avec un épais brouillard) que 7 véhicules (6 voitures et un camion) ne purent éviter de chuter dans la mer causant la mort de leurs occupants, 8 personnes au total.
Un poids-lourd chargé et très lent s’arrêta et bloqua l’un des accès, mais malgré de vaines tentatives par appels de phares, ne pût empêcher des véhicules venant de l’autre rive de se précipiter dans le vide.
L'enquête ne releva pas de causes précises à ce drame, bien qu’il soit apparu que ce navire avait déjà eu des problèmes pour se diriger, mais cela n’avait pas été signalé.

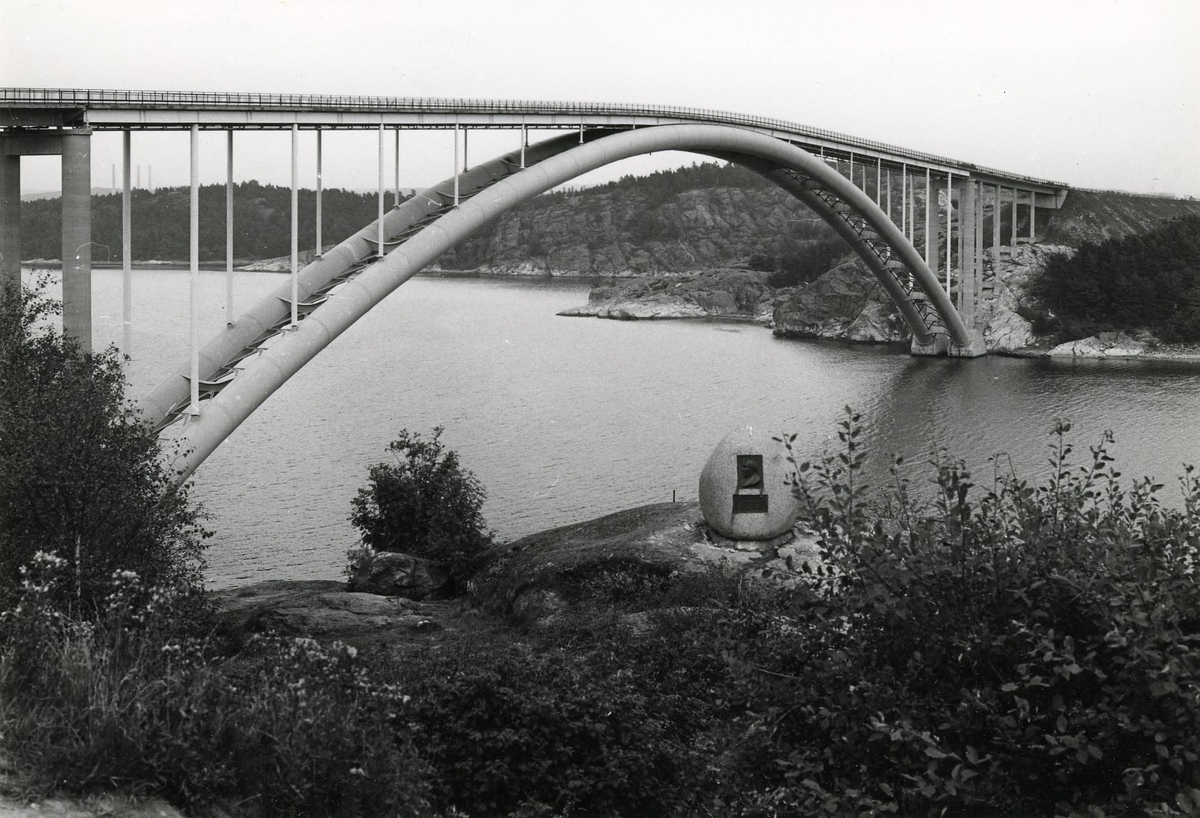
Le pont d’Almö
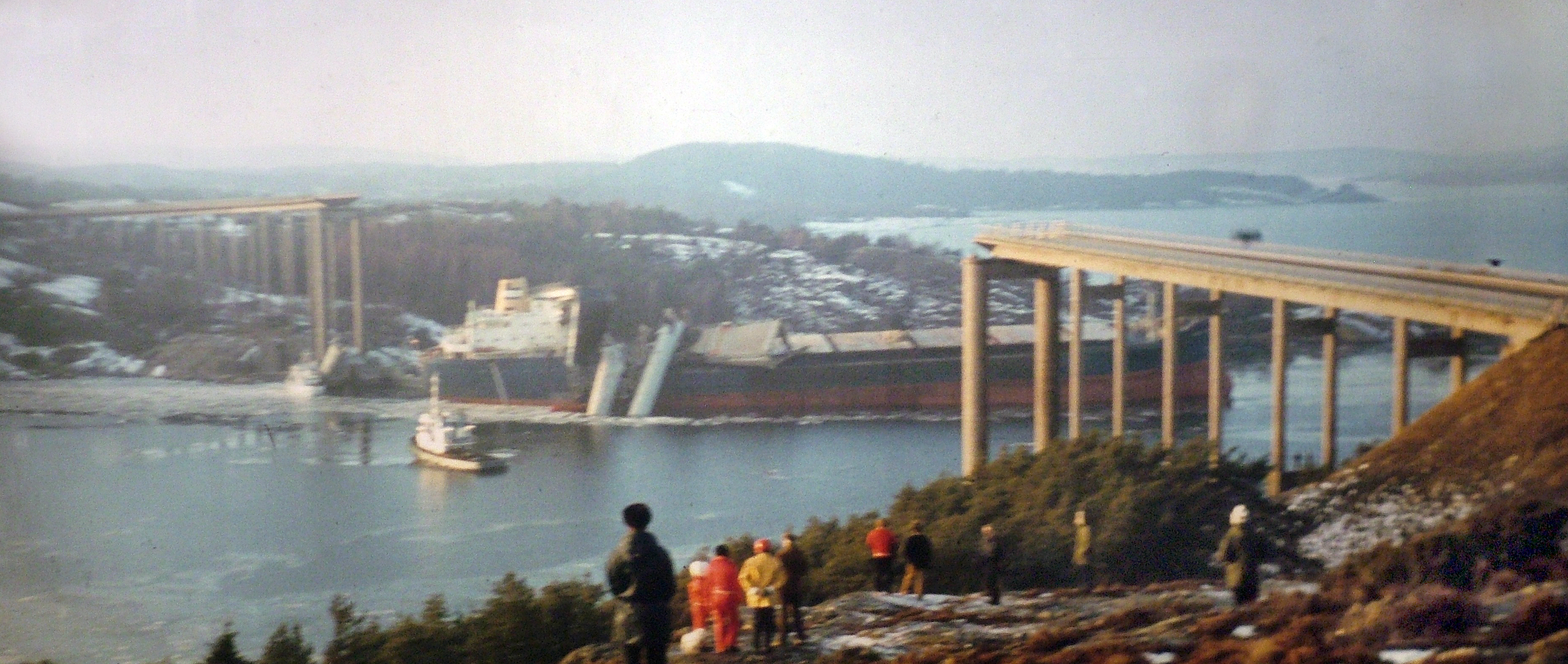
Le MS Star Clipper après la collision
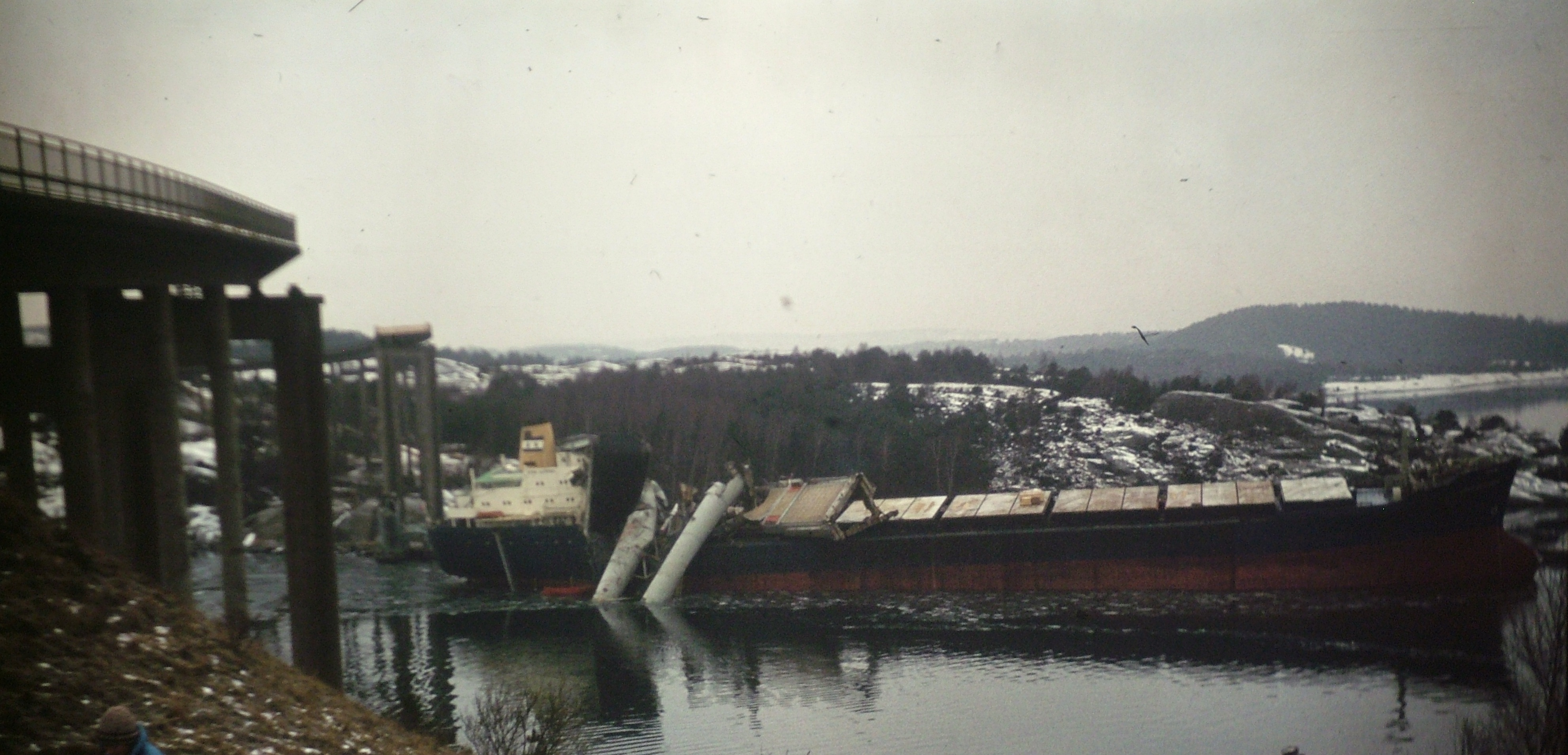
Le MS Star Clipper après la collision
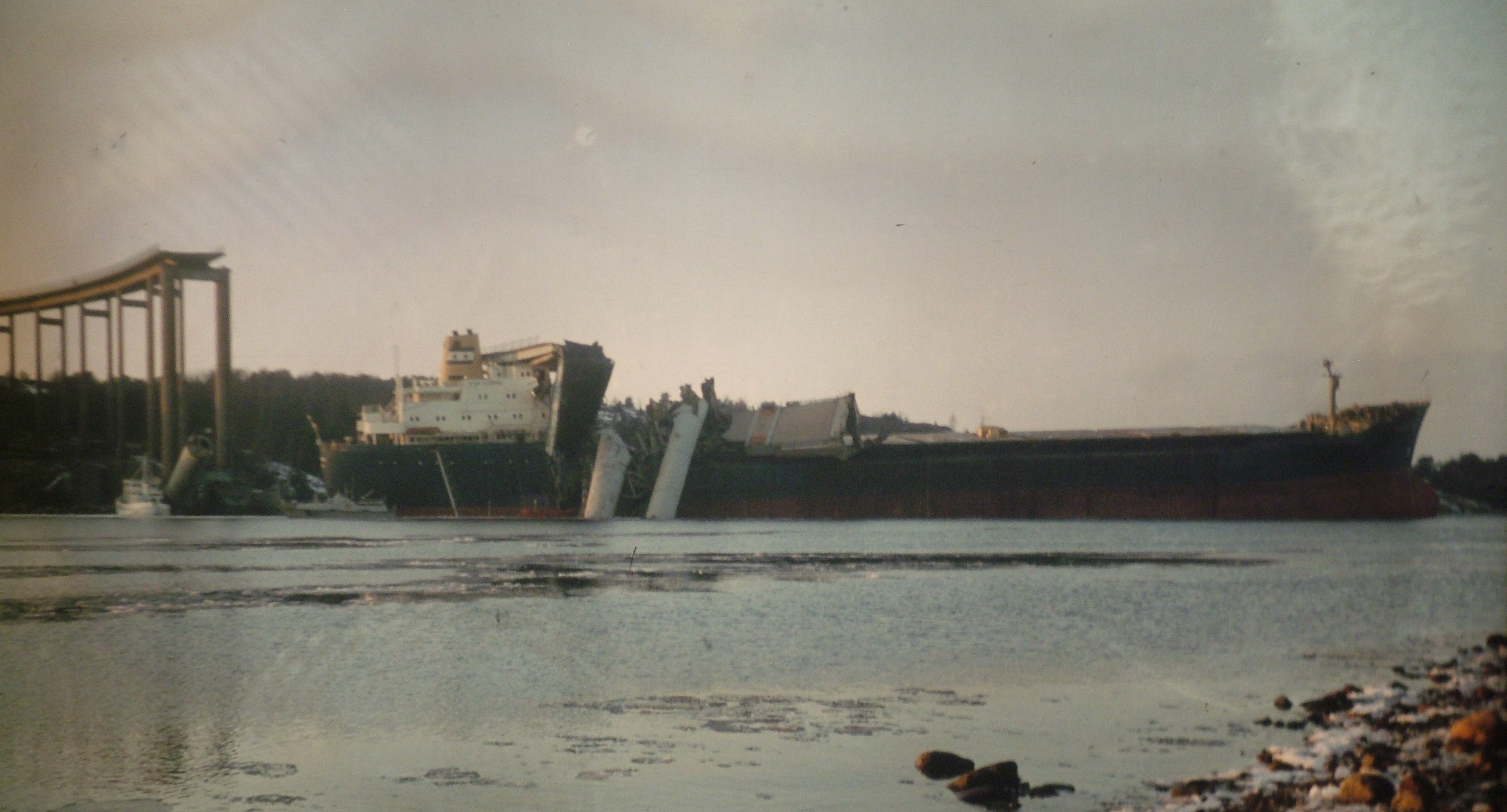
Le MS Star Clipper après la collision